# اورنج (ایندیانا)
اورنج (به انگلیسی: Orange) یک منطقهٔ مسکونی در ایالات متحده آمریکا است که در شهرستان فایت، ایندیانا واقع شده‌است. اورنج ۳۳۴٫۹۸ متر بالاتر از سطح دریا واقع شده‌است.